# Château de Boissezon (Boissezon)
Pour les articles homonymes, voir Château de Boissezon.
Le château de Boissezon est un ancien château-fort situé à Boissezon, dans le Tarn (France). Seule une échauguette subsiste de cette forteresse élevée au XIe siècle.

## Historique

### Origine
Le village de Boissezon se voit doter d'un château durant le Moyen Age central, au XIe siècle, par la volonté des vicomtes Trencavel. Il fait alors face à un fort datant de la même période, aujourd'hui occupé par un musée, le Militarial.

### Les Trencavels
Le premier des seigneurs du château est Raymond-Bernard Trencavel, qui le promet à sa fille, Guillemette Trencavel, s'il venait à n'avoir pas d'héritier mâle. Néanmoins, ce n'est pas le cas, et le château de Boissezon est hérité par Bernard Aton IV Trencavel,. Ce dernier entre en guerre contre le comte de Barcelone et lorsqu'il négocie la paix avec ce dernier, il est contraint de lui céder l'édifice, parmi douze forteresses. Le comte revient finalement sur le traité de paix, en rendant ses places-fortes à Bernard Aton en échange de l'hommage de celui-ci,.
Son fils, le vicomte Roger Ier Trencavel se trouve dans l'obligation de négocier ardemment avec Pierre-Raymond d'Hautpoul et son fils Ermengauz, car ceux-ci occupent le château. Ils ont profité d'un conflit entre Roger et Hugues de Seixac pour s'en emparer.

### La croisade des albigeois
Lors de la croisade des albigeois, la place se rallie à la cause cathare, en suivant l'exemple de leurs suzerains de la maison Trencavel. Simon de Montfort, chef de la croisade, s'empare des lieux et y place une garnison. Néanmoins, en 1222, alors qu'Amaury de Montfort a succédé à son père, Raimond II Trencavel reprend les lieux malgré une forte résistance des occupants.
À la suite de la défaite languedocienne, la seigneurie et le château sont remis aux Montfort, devenus seigneurs de Castres, et vers 1280, Jean de Montfort en fait don à Jean de Burlas, sénéchal de Carcassonne devenu maître des arbalétriers en 1287.
Quelques années plus tard, en 1313, Pierre-Raymond de Montbrun rachète la seigneurie et le château de Boissezon, en même temps que les terres de Gaïx et de Burlats.

### Guerres de Religion et destruction
Durant les guerres de Religion, le château est successivement occupé par chacun des partis, en commençant par les troupes huguenotes du duc René II de Rohan, puis par les catholiques du duc Anne de Montmorency.
Le vicomte de Paulin, protestant, s'en empare finalement le 3 avril 1575, jour de Pâques, l'incendie et le démolit, ne laissant dès lors qu'une simple échauguette comme souvenir. Celle-ci est le dernier vestige subsistant aujourd'hui, et elle est intégrée dans l'église Saint-Jean-Baptiste, sur la façade Sud du transept.